# 556 (szám)
Az 556 (ötszázötvenhat) az 555 és az 557 között található természetes szám. Páros szám
Érinthetetlen szám: nem áll elő pozitív egész számok valódiosztóösszeg-függvényeként.

## Egyéb területeken
- 556 Phyllis egy kisbolygó neve.